# Заводская Камбарка
Заводская Камбарка (Камбарка 3-я) — река в России, протекает в Чайковском районе Пермском крае. Левый приток Камбарки.

## География
Река берёт начало в урочище Букорские Десятины. Течёт на юг через леса. У села Завод Михайловский на реке устроен пруд площадью 0,2 км². Устье реки находится у посёлка Детский Дом в 40 км по левому берегу реки Камбарка. Длина реки составляет 21 км.

## Данные водного реестра
По данным государственного водного реестра России относится к Камскому бассейновому округу, водохозяйственный участок реки — Кама от Воткинского гидроузла до Нижнекамского гидроузла, без рек Буй (от истока до Кармановского гидроузла), Иж, Ик и Белая, речной подбассейн реки — бассейны притоков Камы до впадения Белой. Речной бассейн реки — Кама.
Код объекта в государственном водном реестре — 10010101412111100015960.